# Nouveau Monde Éditions
Nouveau Monde Éditions és una editorial multisuport (CD-ROM i DVD, llibres, e-books) i independent francesa, amb seu a París, especialitzada en obres històriques.

## Història
Fou fundada el 2000, i està dirigida per Yannick Dehée, historiador dels mitjans.
Publica principalment assaigs històrics, obres de referència i corpus d'arxiu.